# Новое (озеро, Карелия)
Новое — пресноводное озеро на территории Кестеньгского сельского поселения Лоухского района Республики Карелии.

## Общие сведения
Площадь озера — 4,4 км², площадь водосборного бассейна — 2580 км². Располагается на высоте 68,0 метров над уровнем моря.
Форма озера лопастная, продолговатая: оно вытянуто с северо-запада на юго-восток. Берега изрезанные, каменисто-песчаные, местами заболоченные.
Через озеро течёт река Кереть, впадающая в Белое море.
Также в Новое впадают две реки:
- Чёрная (впадает в северо-западную оконечность Нового);
- Елеть (впадает с юго-восточной стороны Нового). В Елеть, в свою очередь, впадает река Пето.

Код объекта в государственном водном реестре — 02020000711102000002378.